# Jennifer Onasanya
Jennifer Jantina Oluumi Desire Onasanya (18 febbraio 1994) è una bobbista olandese naturalizzata austriaca.

## Biografia
Sino al 2014 Jennifer Onasanya ha praticato l'atletica leggera nella disciplina del lancio del giavellotto, gareggiando per la nazionale olandese, suo paese d'origine.
Compete dal 2015 come frenatrice per la squadra nazionale austriaca. Debuttò in Coppa Europa a novembre del 2016 facendo coppia inizialmente con la pilota Katrin Beierl, con cui conquistò la medaglia d'oro ai campionati mondiali juniores di Schönau am Königssee 2019.

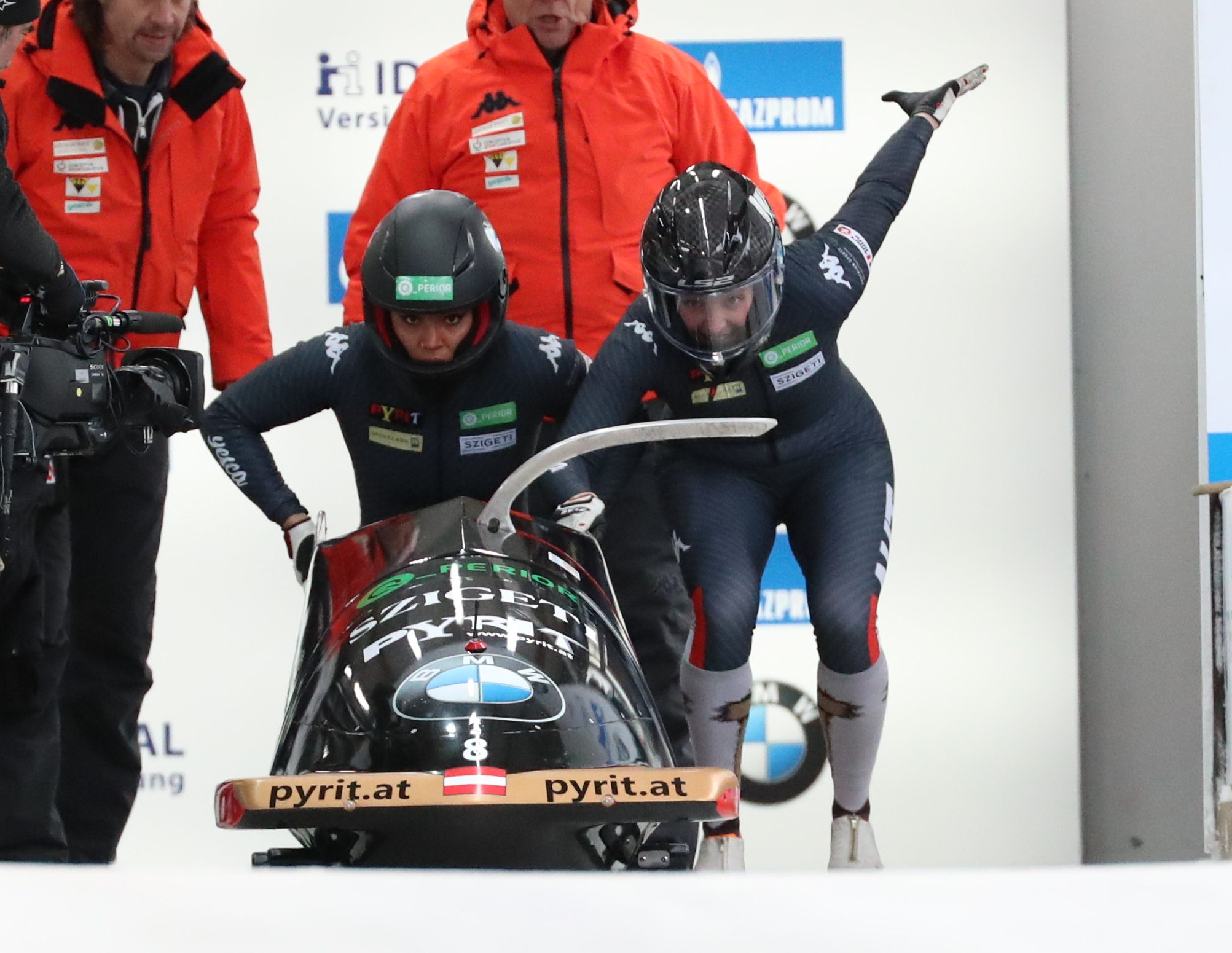
Jennifer Onasanya (dietro) con Katrin Beierl in gara ai campionati mondiali di Altenberg 2020

Esordì in Coppa del Mondo nella stagione 2016/17, il 13 gennaio 2017 a Winterberg, dove terminò la gara al 6º posto nel bob a due con Christina Hengster alla guida; centrò invece il suo primo podio il 21 novembre 2020 a Sigulda, prima tappa della stagione 2020/21, piazzandosi al secondo posto nel bob a due in coppia con Katrin Beierl.
Ha partecipato a quattro edizioni dei campionati mondiali. Nel dettaglio i suoi risultati nelle prove iridate sono stati, nel bob a due: quinta a Schönau am Königssee 2017, quarta a Whistler 2019, nona ad Altenberg 2020 e settima ad Altenberg 2021; nella gara a squadre: settima a Schönau am Königssee 2017.
Agli europei ha invece vinto tre medaglie di bronzo nel bob a due, la prima colta a Winterberg 2017 con Christina Hengster e le altre due in coppia con Katrin Beierl a Schönau am Königssee 2019 e a Winterberg 2021.

## Palmarès

### Europei
- 3 medaglie:
  - 3 bronzi (bob a due a Winterberg 2017; bob a due a Schönau am Königssee 2019; bob a due a Winterberg 2021).

### Mondiali juniores
- 1 medaglia:
  - 1 oro (bob a due a Schönau am Königssee 2019).

### Coppa del Mondo
- 3 podi (nel bob a due):
  - 1 secondo posto;
  - 2 terzi posti.

### Circuiti minori

#### Coppa Europa
- 5 podi (tutti nel bob a due):
  - 4 vittorie;
  - 1 secondo posto.